# George Jacob Koovakad
George Jacob Koovakad (Changanacherry, 11 de agosto de 1973) es un cardenal indio del rito siro-malabar, que se desempeña como prefecto del Dicasterio para el Diálogo Interreligioso. Desde 2020 ha trabajado en las oficinas del Santo Oficio del Secretariado de Estado en la Oficina de Viajes, la cual es responsable de organizar los viajes al extranjero de papa Francisco, cargo que ocupa desde el 2021. Entre 2006 a 2020, cumplió distintas funciones en diversos países como miembro del servicio diplomático de la Santa Sede.
El papa Francisco lo creó a Koovakad en el consistorio del 7 de diciembre de 2024. Nombró a Koovakad arzobispo titular el 25 de octubre de 2024, y fue consagrado el 24 de noviembre de ese mismo año.

## Biografía
George Koovakad nació en Chethipuzha, un distrito urbano en el municipio de Changanacherry, Kerala, el 11 de agosto de 1973.
Obtuvo un título intermedio y luego un grado en Química en el SB College, Changanassery en 1994, donde también fue presidente del Movimiento de Estudiantes Católicos en el colegio.[cita requerida] Obtuvo una licenciatura en 2004, estudiando en el Seminario Menor de San Tomás, en Kurichy, y luego en el Seminario Pontificio San José, en Aluva. Fue ordenado sacerdote de la Arquidiócesis Católica Syro-Malabar de Changanacherry el 24 de julio de 2004 por el arzobispo Joseph Powathil. Sirvió durante un período como vicario asistente de Iglesia de Santa María, Parel, Changanacherry.
Al mudarse a Roma, obtuvo un Doctorado en Derecho Canónico en 2006 por la Pontificia Universidad de la Santa Cruz con una tesis titulada «La obligación de la pobreza para los clérigos seculares en los Códigos de Derecho Canónico».
Tras finalizar el programa preparatorio en la Pontificia Academia Eclesiástica, se unió al servicio diplomático de la Santa Sede en 2006. Trabajó en la nunciatura apostólica de Argelia y luego se desempeñó como secretario de las nunciaturas de Corea del Sur entre 2009 hasta 2012, y luego en Irán entre 2012 hasta 2014, y como consejero de las nunciaturas en Costa Rica, entre 2014 y 2018, y finalmente en Venezuela entre 2018 hasta 2020. El 1 de octubre de 2014 se le otorgó el título de Capellán de Su Santidad, y el 13 de diciembre de 2019 el de Prelado de Honor de Su Santidad.
En julio de 2020 se unió al personal de la Secretaría de Estado, y desde 2021 ha organizado distintos viajes papales, incluidos los de Canadá, la República Democrática del Congo, Sudán del Sur, así como también el más largo viaje que realizó el pontífice a Indonesia, Papúa Nueva Guinea, Timor Oriental y Singapur.
El 6 de octubre de 2024, el papa Francisco anunció su intención de crear a Koovakad cardenal el 8 de diciembre, una fecha que más tarde se cambió para el 7 de diciembre. El padre Antony Vadakkekara, portavoz de la Iglesia católica siro-malabar afirmó: «Es un gran honor para la iglesia siro-malabar, ya que uno de sus hijos es elevado como directamente como cardenal , caso único para la India». Previo a Koovakad como cardenal, solo el arzobispo mayor de aquella iglesia había alcanzado el cardenalato.
El Papa Francisco nombró a Koovakad arzobispo titular de Nisibis de los Caldeos el 25 de octubre de 2024. Koovakad recibió su consagración episcopal el 24 de noviembre de 2024 en la Catedral de Changanassery de manos del Arzobispo Mayor Raphael Thattil.
En el consistorio del 7 de diciembre de 2024, el papa Francisco lo creó cardenal, asignándole como cardenales diáconos la diaconía de Sant'Antonio di Padova a Circonvallazione Appia.
En lugar de la birreta roja dada a los nuevos cardenales del rito latino, Francisco colocó una banda negra y roja en la cabeza de Koovakad. La banda es comúnmente utilizada por otras iglesias de la tradición católica oriental con carácter sui generis, como la Iglesia Católica Caldea.
El 11 de enero de 2025, fue nombrado miembro del Dicasterio para las Iglesias Orientales. El 24 de enero de 2025, fue nombrado Prefecto del Dicasterio para el Diálogo Interreligioso. Es el tercer prelado de la India en encabezar un departamento curial, el primero perteneciente a la iglesia siro-malabar. Continúa sirviendo como jefe de la Sección de Viajes de la Secretaría de Estado.